# Șîlî, Lanivți
Șîlî (în ucraineană Шили) este un sat în comuna Karnacivka din raionul Lanivți, regiunea Ternopil, Ucraina.

## Demografie
Componența lingvistică a localității Șîlî
     Ucraineană (97,71%)
     Alte limbi (0,57%)
Conform recensământului din 2001, majoritatea populației localității Șîlî era vorbitoare de ucraineană (97,71%), existând în minoritate și vorbitori de armeană (1,71%).